# Just Dance (песма)
Just Dance је дебитантски сингл Лејди Гаге из 2008. године са албума The Fame. Са преко 10 илиона продатих копија широм света, један је од најпродаванијих синглова свих времена.
По речима Лејди Гаге, ову песму је написала за десет минута и окарактерисала ју је као „срећну песму”.

„Та песма ми је спасила живот. Била сам у јако лошој ситуацији у Њујорку. Била сам тако депресивна, увек сам била у бару. Ушла сам авионом за Лос Анђелес да радим на својој музици и добила сам јединствену прилику да напишем песму која ће променити мој живот и у томе сам и успела. Никад се нисам вратила. За собом сам оставила свог дечка, свој стан. Још увек се нисам вратила. Моја мајка ми је то разјаснила.”

Музички спот је режирала Мелина Мацукас и приказује разне догађаје на журци.

## Списак песама
| - U.S./Japanese CD single 1. "Just Dance" – 4:02 2. "Just Dance" (Harry 'Choo Choo' Romero's Bambossa Main Mix) – 7:12 3. "Just Dance" (Richard Vission Remix) – 6:13 4. "Just Dance" (Trevor Simpson Remix) – 7:20 - Australian/German CD single 1. "Just Dance" – 4:02 2. "Just Dance" (Trevor Simpson Remix) – 7:21 - German CD maxi single 1. "Just Dance" – 4:02 2. "Just Dance" (Harry 'Choo Choo' Romero's Bambossa Main Mix) – 7:14 3. "Just Dance" (Instrumental Version) – 4:00 4. "Just Dance" (Video) – 4:10 - French CD maxi single 1. "Just Dance" – 4:02 2. "Just Dance" (Glam As You Radio Mix By Guéna LG) – 3:39 3. "Just Dance" (Glam As You Club Mix By Guéna LG) – 6:25 | - US iTunes Remixes EP 1. "Just Dance" – 4:02 2. "Just Dance" (Harry 'Choo Choo' Romero's Bambossa Main Mix) – 7:12 3. "Just Dance" (Richard Vission Remix) – 6:13 4. "Just Dance" (Trevor Simpson Remix) – 7:20 - US iTunes Remixes Pt. 2 EP 1. "Just Dance" (RedOne Remix) [feat. Kardinal Offishall] – 4:18 2. "Just Dance" (Space Cowboy Remix) [feat. Colby O'Donis] – 5:01 3. "Just Dance" (Robots To Mars Remix) – 4:37 4. "Just Dance" (Tony Arzadon Remix) [feat. Colby O'Donis] – 6:24 - UK EP 1. "Just Dance" – 4:02 2. "Just Dance" (Remix) [featuring Kardinal Offishall] – 4:18 3. "Just Dance" (Glam As You Mix By Guéna LG) – 6:25 4. "Just Dance" (Music Video) – 4:06 - UK 7" numbered picture vinyl disc 1. "Just Dance" (Main Version) – 4:04 2. "Just Dance" (Harry 'Choo Choo' Romero's Bambossa Main Mix) – 7:12 |